# Inferno (livro)
Inferno é um livro da escritora brasileira Patrícia Melo, publicado em 2000.

## Sinopse[1]
Inferno conta a saga de José Luís Reis - Zé Luís, apelidado Reizinho.
A vida de Reizinho se parece com a de muitos meninos que moram em favelas. Filho de Alzira, uma empregada doméstica que acredita na violência como método de. disciplina, ele desiste da escola às escondidas e se torna olheiro dos traficantes. Seja circulando pelas vielas ou parado em seu posto no alto do morro, o menino solta a imaginação e fantasia uma série de situações, como o encontro com o pai que abandonou a família antes que ele pudesse conhecê-lo.
Aos poucos, Reizinho mergulha no universo das drogas, tornando-se dependente químico, e termina cada vez mais envolvido com o crime, apesar das tentativas de Alzira de tirá-lo desse meio e lhe arranjar uma profissão honesta. Paralelamente, a irmã do menino não escapa do destino de muitas adolescentes pobres: virar mãe solteira.
Os conflitos com a polícia e as facções rivais, as traições de membros da quadrilha, as mortes por vingança e a adrenalina constante de quem vive à margem da sociedade são alguns dos elementos presentes em Inferno. Em certos trechos, o leitor perde o fôlego, tamanha a veracidade e a intensidade da trama. A cada capítulo, o instinto de sobrevivência de Reizinho se torna mais aguçado, enquanto o que resta da inocência infantil desaparece.